# Sunetta langfordi
Sunetta langfordi is een tweekleppigensoort uit de familie van de Veneridae. De wetenschappelijke naam van de soort is voor het eerst geldig gepubliceerd in 1953 door Habe.